# 국채표
국채표(鞠採表, 1906년 ~ 1967년)는 대한민국의 제2대 중앙관상대장을 지낸 기상학자이다. 본관은 담양이며, 전라남도 담양군 출신이다. 한국 최초로 기상학 분야 이학박사학위를 받았으며, 그의 태풍진로예상법은 ‘국(鞠)의 방법(Kook’s Method)’으로 알려져 있다.

## 학력
- 중앙고등보통학교
- 연희전문학교 수학과
- 1941년 일본 경도제국대학 이학부 수학과 졸업
- 1949년 ~ 1958년 : 미국 시카고 대학교 대학원
- 1964년 일본 교토 대학 이학 박사

## 경력
- 위스콘신 대학교 기상학과 강사 겸 연구원
- 1961년 9월 11일 ~ 1967년 7월 24일 중앙관상대장
- 제2대 기상학회회장
- 미국기상학회·미국지구물리학회 전문위원